# Gaius Claudius Glaber
Gaius Claudius Glaber byl římský vojevůdce; praetor a legát (73 př. n. l.). Byl prvním římským úředníkem, který byl pověřen potlačením vzpoury gladiátorů z Capuy vedenou Spartakem. Byl poražen v bitvě u sopky Vesuv.

## Život
Je o něm známo jen velmi málo informací. Glaber je v pramenech uveden jako velitel, který byl pověřen římským senátem k potlačení vzpoury gladiátorů ze školy Lentula Batiata. Nepocházel z významné rodiny.

## Bitva u sopky Vesuv
Glaber shromáždil na 3000 mužů; spíše vysloužilé legionáře a domobranu. Řím tehdy tuto vzpouru nepovažoval za příliš důležitou; nechtěl tedy povolávat na pomoc zkušené vojsko.
Glaberovo vojsko se přesunulo k Vesuvu, načež se snažilo gladiátory schované v kráteru sopky vyhladovět.
Spartakus a jeho muži však z kráteru za pomoci lan z vinné révy unikli; překvapili a porazili Glaberovu armádu. Spousta Římanů byla pobita; co se stalo s Glaberem však není známo.

## Ve filmu
Ve filmech a seriálech pojednávajících o Spartakovi byl Gaius Claudius Glaber zastoupen těmito osobnostmi:
John Dall jako Glaber ve filmu Spartakus z roku 1960.
Craig Parker ztvárnil Glabera v sériích televize Starz Spartacus: Blood and Sand roku 2010 a Spartacus: Vengeance z roku 2012.